# Sketches of Spain
Sketches of Spain er et studiealbum af Miles Davis. Albummet blev indspillet mellem november 1959 og marts 1960 i Columbia 30th Street Studio i New York City og blev udgivet den 18. juli 1960 på Columbia Records. Albummet indeholder bl.a. en forlænget udgave af anden sats af Joaquín Rodrigos Concierto de Aranjuez (1939) og et stykke kaldet "Will o' the Wisp" fra Manuel de Fallas ballet El amor brujo (1914–1915). Sketches of Spain anses som et eksempel på "third stream", en fusion af jazz, europæisk klassisk musik med elementer af verdensmusik.

## Baggrund
Davis' daværende hustru, Frances Davis, havde taget ham med til en optræden med flamencodanseren Roberto Iglesias, hvilket havde inspireret Davis til at købe alle de flamencoplader han kunne få fat på i New York City.

Albummet er et samarbejde mellem Davis og arrangøren og komponisten Gil Evans, som Davis tidligere havde arbejdet sammen med på bl.a. Miles Ahead (1957) og Porgy and Bess (1959). Evans forklarede om tilblivelsen af albummet: 
[Vi] havde ikke til hensigt at lave et spansk album. Vi ville kun lave Concierto de Aranjuez. En af Miles' venner gav ham det eneste album, der fandtes med stykket. Han tog det til New York, og jeg kopierede musikken fra pladen, da der ikke fandtes noder. Mens vi gjorde det, lyttede vi til anden folkemusik, musik, der blev spillet på klubberne i Spanien... Så vi lærte meget fra det, og det endte med at blive et spansk album. The Rodrigo.., melodien er så smuk. Det er sådan en stærk sang. Jeg var meget begejstret for den.
Folkesangene på albummet var inspireret af indspilninger af Alan Lomax foretaget i Galicien og i Andalusien og udgivet i 1955 af Columbia Masterworks.

## Concierto de Aranjuez
Pladens første skæring, der fylder det meste af LP'ens side 1, er et arrangement af Evans og Davis af adagio-satsen af Concierto de Aranjuez, en guitarkoncert af den moderne spanske komponist Joaquín Rodrigo. Efter en indledning med guitarkoncertens melodi spillet af Davis på flygelhorn skifter Evans' arrangement til en "quasi-symfonisk, quasi-jazz verden af lyd". Midten af stykket indeholder et "kor" af Evans, der ikke findes i Rodrigos koncert, men som genfindes i andre af albummets stykker. Den oprindelige melodi gentages herefter i en mørkere udgave.
Ifølge Davis' biografi skrevet af Jack Chambers var den datidige kritiske modtagelse af arrangementet blandt nogle anmeldere ikke overraskende, når henses til, at stykket stort set ikke indeholder noget, der minder om jazzrytme. Kritikeren Martin Williams skrev i sin anmeldelse, at "indspilningen er noget af en kuriøsitet og en fiasko, hvilket jeg mener bekræftes af en sammenligning med en indspilning af stykket med en god klassisk guitarist". Komponisten Rodrigo var heller ikke imponeret, men ifølge Evans modtog Rodrigo "en masse penge" i royalties som følge af Davis' og Evans' arrangement.

## Modtagelse blandt kritikere
I en nyere anmeldelse i jazzmagasinet DownBeat hyldede Bill Mathieu Sketches of Spain som et af det 20. århundredes vigtigste musikværker og et yderst intellektuelt, men alligevel passioneret album. Han fandt Evans' kompositioner ekstremt godt udformet og Davis' spil intelligent udtænkt, og konkluderede i sin anmeldelse, "hvis der skal være en ny jazz, en form for ting, der skal komme, så er dette begyndelsen." Som svar på kommentarer om, at Sketches of Spain var noget andet end jazz, sagde Davis "det er musik, og jeg kan lide det." I The Rolling Stone Album Guide (2004), er albummet beskrevet som "et værk af uovertruffen ynde og lyrik",, og Q Magazine skrev, at albummet "tog orkesterjazz i en ny retning." Robert Christgau var mindre begejstret for albummet og fortalte, at Sketches of Spain fik ham til at vende tilbage til rock og roll.
Sketches of Spain indbragte i 1961 Evans og Davis Grammy Awards for "Bedste originale jazzkomposition af mere end fem minutters varighed". Albummet indgår som nummer 358 på Rolling Stone Magazine's liste over de 500 bedste album nogensinde.

## Indhold
| Side 1 | Side 1                                             | Side 1          | Side 1 | Side 1 | Side 1 | Side 1 | Side 1 | Side 1 | Side 1 |
| #      | Titel                                              | Komponist       | Længde |        |        |        |        |        |        |
| ------ | -------------------------------------------------- | --------------- | ------ | ------ | ------ | ------ | ------ | ------ | ------ |
| 1.     | "Concierto de Aranjuez (Adagio)"                   | Joaquín Rodrigo | 16:19  |        |        |        |        |        |        |
| 2.     | "Will o' the Wisp" (Originaltitel "El amor brujo") | Manuel de Falla | 3:47   |        |        |        |        |        |        |
| 20:06  |                                                    |                 |        |        |        |        |        |        |        |

| Side 2 | Side 2                                             | Side 2                  | Side 2 | Side 2 | Side 2 | Side 2 | Side 2 | Side 2 | Side 2 |
| #      | Titel                                              | Komponist               | Længde |        |        |        |        |        |        |
| ------ | -------------------------------------------------- | ----------------------- | ------ | ------ | ------ | ------ | ------ | ------ | ------ |
| 1.     | "The Pan Piper" (Originaltitel "Alborada de Vigo") | Traditionel / Gil Evans | 3:52   |        |        |        |        |        |        |
| 2.     | "Saeta"                                            | Traditionel / Gil Evans | 5:06   |        |        |        |        |        |        |
| 3.     | "Solea"                                            | Gil Evans               | 12:15  |        |        |        |        |        |        |
| 21:13  |                                                    |                         |        |        |        |        |        |        |        |

Bonustracks på CD-udgivelse fra 1997:
- "Song of Our Country" (komponist: Heitor Villa-Lobos; arr. Gil Evans (3:23)
- "Concierto de Aranjuez, alternate take; part 1" (12:04)
- "Concierto de Aranjuez, alternate take; part 2 ending" (3:33)

## Medvirkende
- Miles Davis – arrangør, trompet, flygelhorn
- Gil Evans – arrangør, dirigent
- Johnny Coles – trompet
- Bernie Glow – trompet
- Taft Jordan – trompet
- Louis Mucci – trompet
- Ernie Royal – trompet
- John Barrows – valdhorn
- James Buffington – valdhorn
- Earl Chapin – valdhorn
- Tony Miranda – valdhorn
- Joe Singer – valdhorn
- Dick Hixon – basun
- Frank Rehak – basun
- Bill Barber – tuba
- Jimmy McAllister – tuba
- Danny Bank – basclarinet
- Albert Block – fløjte
- Eddie Caine – fløjte
- Harold Feldman – klarinet, fløjte, obo
- Romeo Penque – obo
- Jack Knitzer – bssun
- Paul Chambers – bas
- Jimmy Cobb – trommer
- Elvin Jones – percussion
- José Mangual Sr. – kastagnetter (track 1–2)
- Elden "Buster" Bailey – percussion (tracks 3–5)
- Janet Putnam – harpe